# Pricaz, Hunedoara
Pricaz (în germană Perkaß, în maghiară Perkász) este un sat în comuna Turdaș din județul Hunedoara, Transilvania, România.

## Istoric
Prima atestare documentară este din anul 1332: Purkaz.

## Lăcașuri de cult
Satul Pricaz este păstrătorul a două edificii ecleziastice românești, de stiluri constructive și de vechimi diferite.

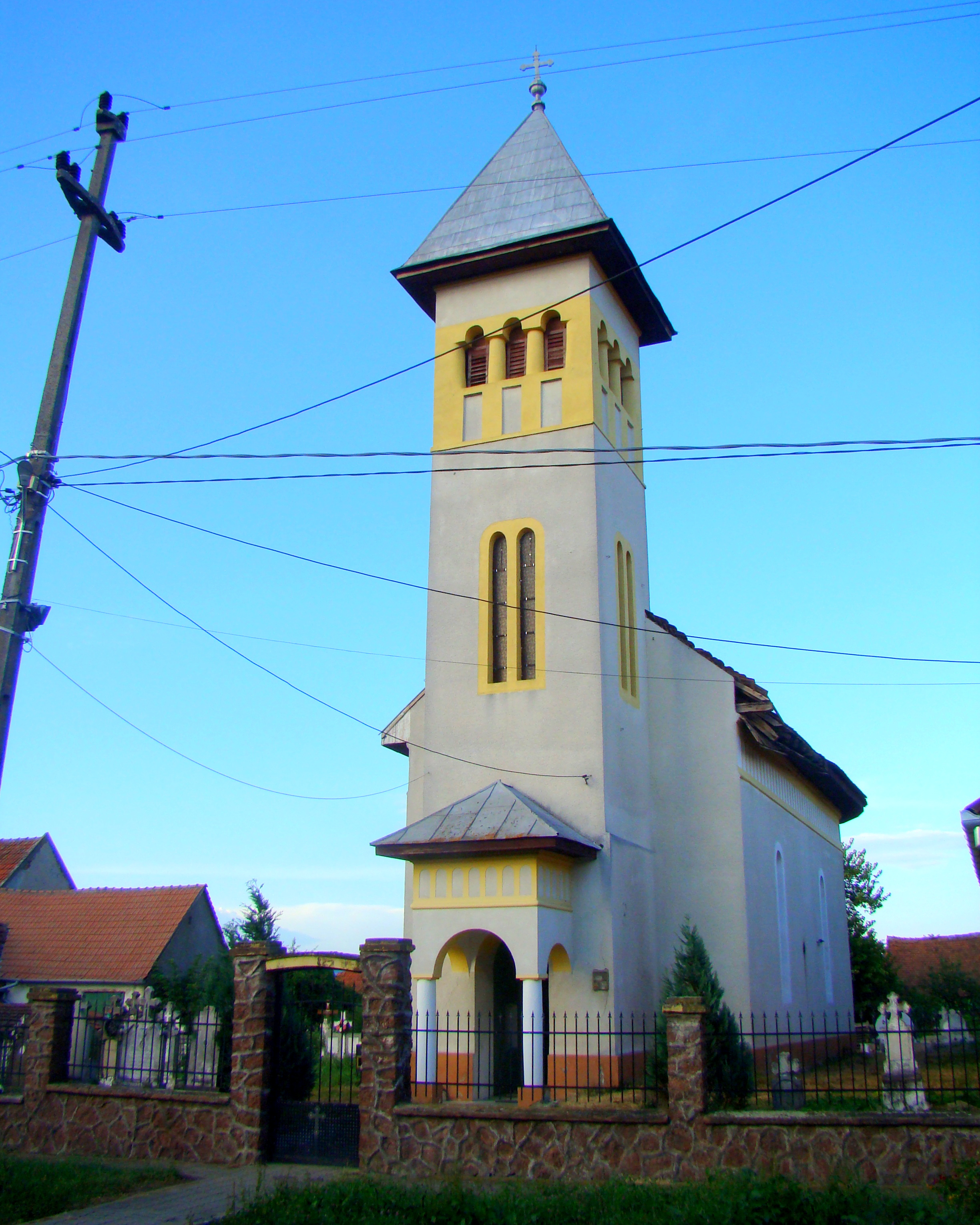
Biserica greco-catolică din Pricaz

Prima în ordine cronologică este biserica de cărămidă „Sfinții Arhangheli Mihail și Gavriil”, ridicată, „pe spesele” preotului unit Ioan Stoian, în perioada 1844-1846, după ce timp de cincisprezece ani vechiul lăcaș de cult ortodox al localității deservise liturgic ambele confesiuni; a fost sfințită la 20 august 1846 de episcopul Ioan Lemeni. Anterior, obștea fusese deservită, probabil, de o capelă, menționată în tabelele conscripției din anii 1829-1831.
De plan dreptunghiular, cu absida semicirculară nedecroșată, biserica este prevăzută cu un turn-clopotniță de o verticalitate accentuată, al cărui coif piramidal robust, învelit în tablă, poartă amprenta arhitecturală a goticului săsesc; la acoperișul propriu-zis s-a folosit țigla. În dreptul unicei intrări apusene s-a adosat un pridvor deschis de zid. Interiorul edificiului a rămas nepictat.

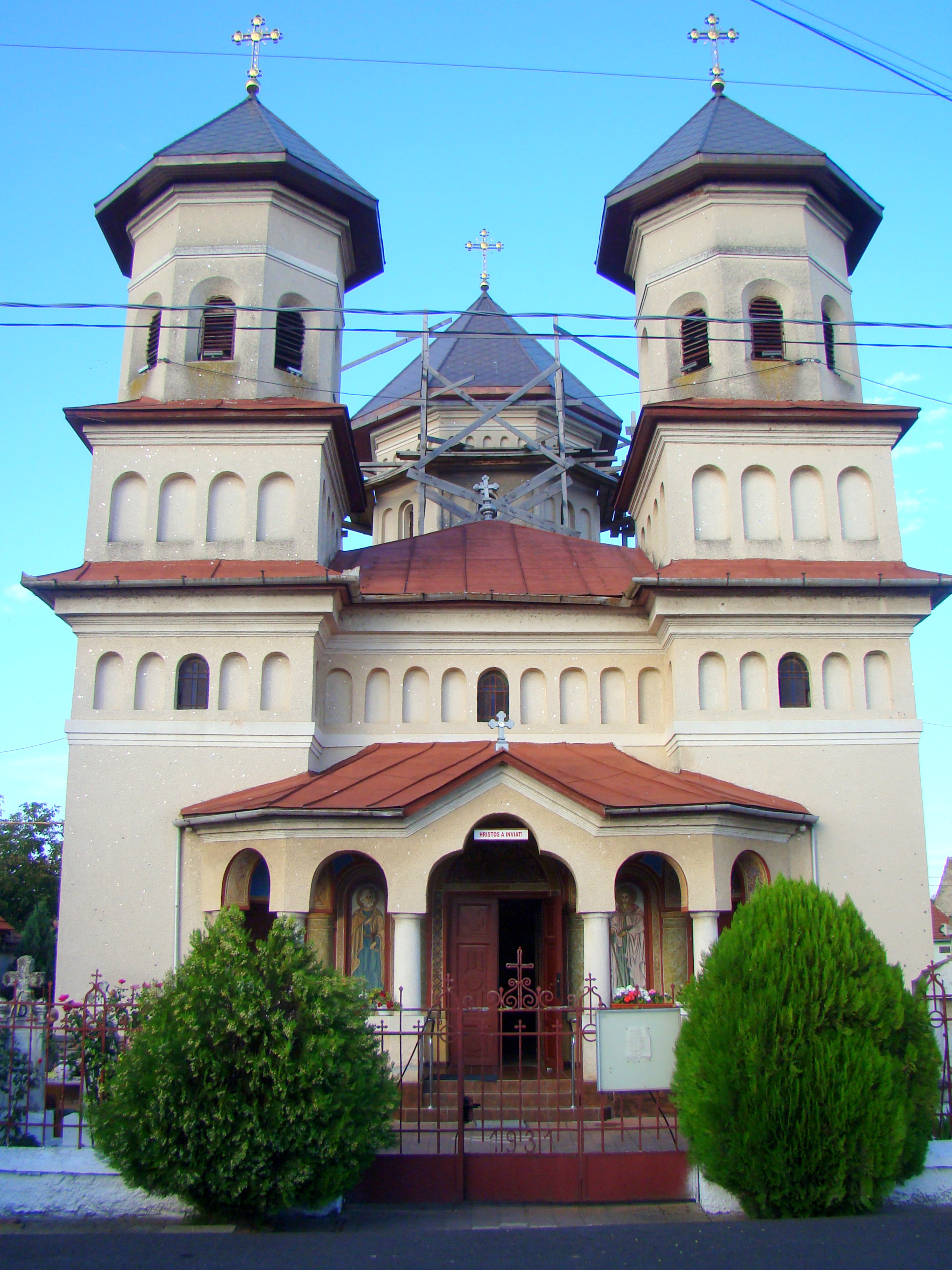
Biserica ortodoxă din Pricaz

Lăcașul de cult ortodox, închinat praznicului „Adormirii Maicii Domnului”, a fost construit între anii 1931 și 1934, în timpul păstoririi preotului Ioan Ardeu, pe locul unei vechi biserici de zid, consemnată în tabelele comisiilor de recenzare din 1733, 1750, 1761-1762, 1805 și 1829 1831 și pe harta iosefină a Transilvaniei (1769-1773).
Este un edificiu de plan triconc, cu absidele poligonale cu trei laturi, supraînălțat printr-o turlă centrală octogonală amplă și două clopotnițe de aceeași formă, dispuse de o parte și de alta a intrării apusene (alte două se găsesc pe latura sudică), precedată de un pridvor deschis, cu arcade și coloane. La acoperiș s-a folosit, alternativ, țigla și tabla. Zestrea murală inițială, executată de pictorul Teodor Zarma din Turnu Severin în anii 1933-1934, a fost restaurată în 1967 de Ion Tengheru. În cadrul amplului șantier de renovare din anii 1990-1992, pictorul Mihai Minescu din Orăștie a reîmpodobit lăcașul cu un nou decor iconografic. Biserica a fost târnosită la 29 iunie 1934.

## Imagini

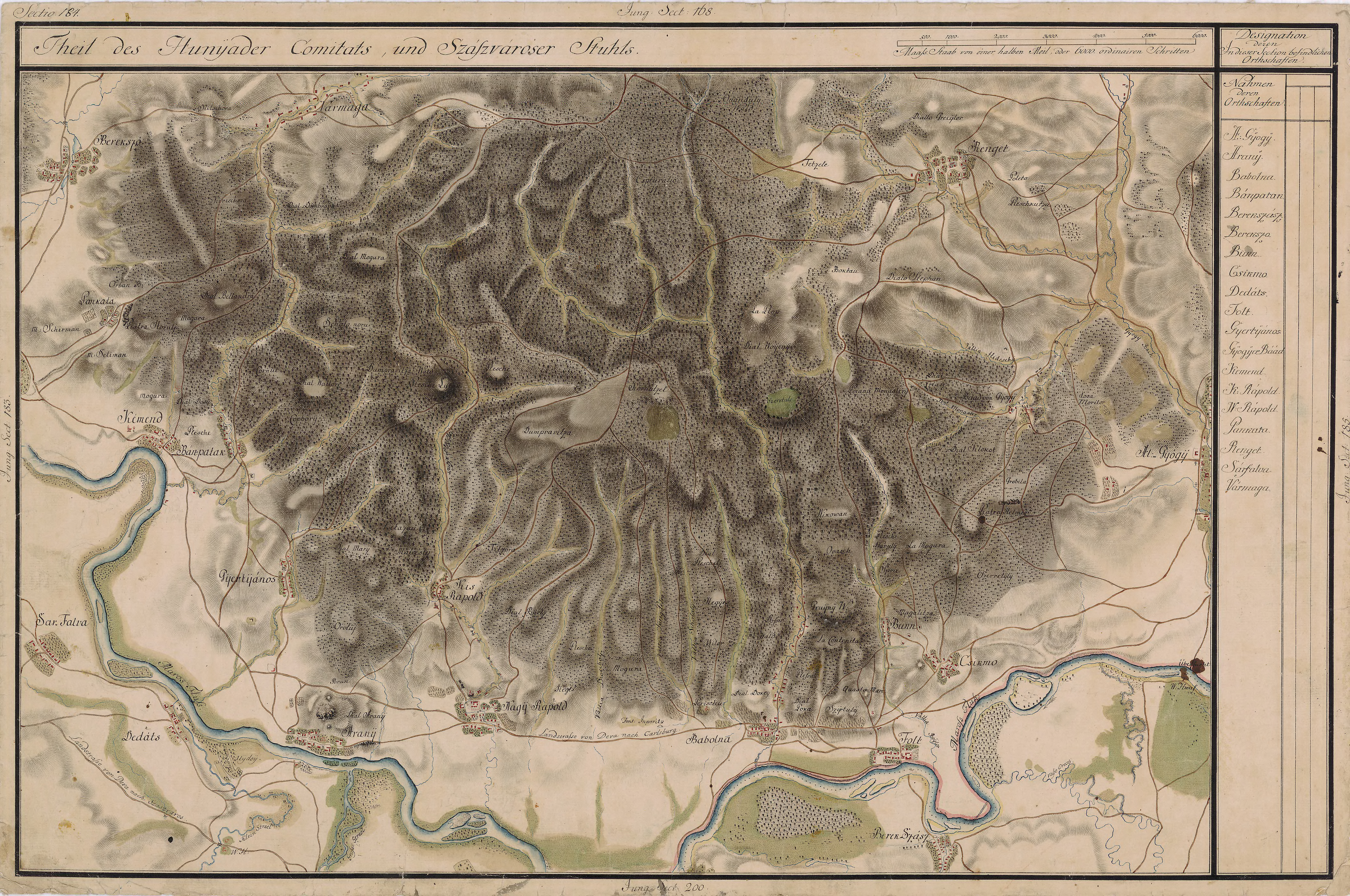
Pricaz în Harta Iosefină a Transilvaniei, 1769-1773
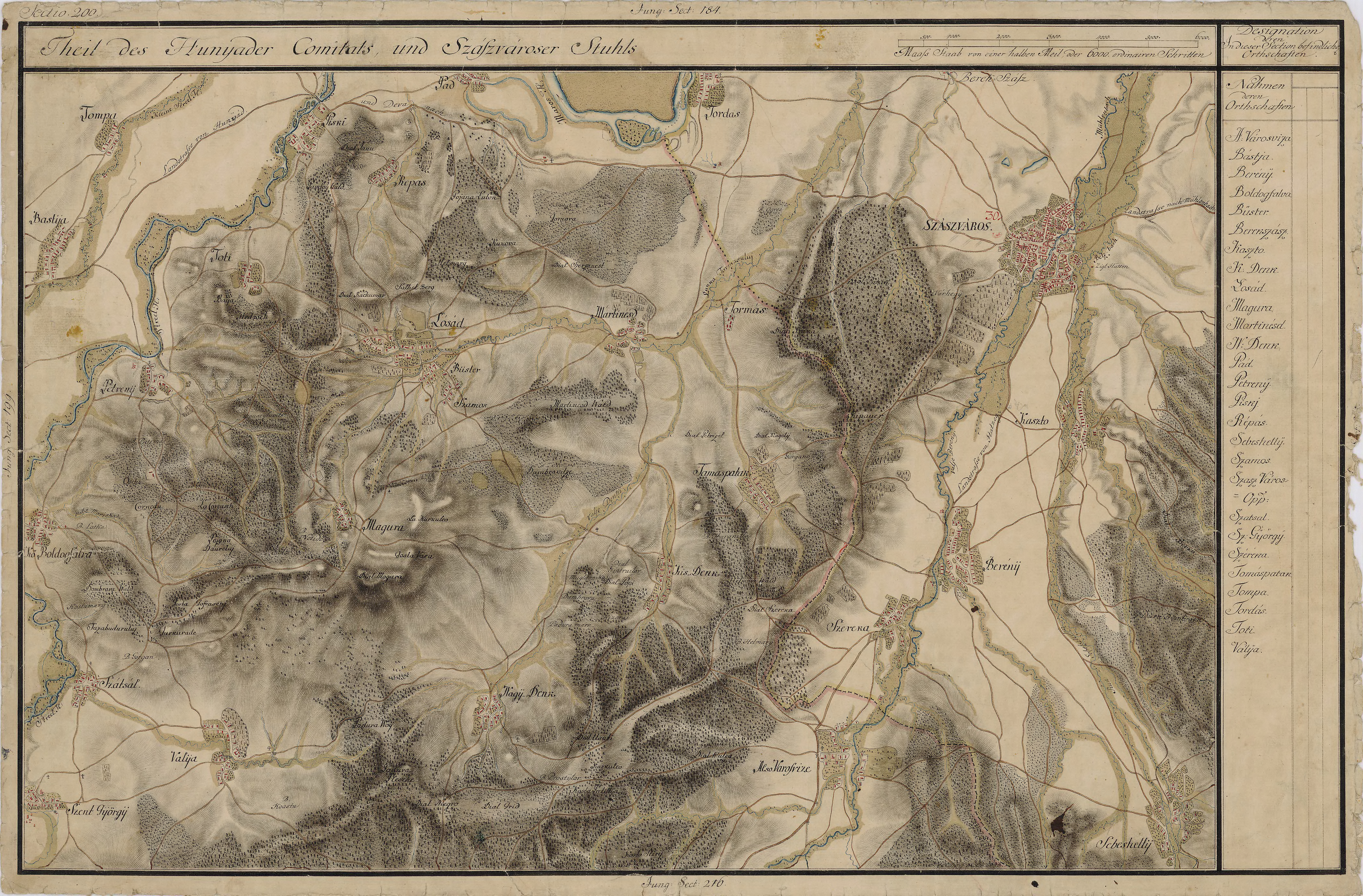
Pricaz în Harta Iosefină a Transilvaniei, 1769-1773
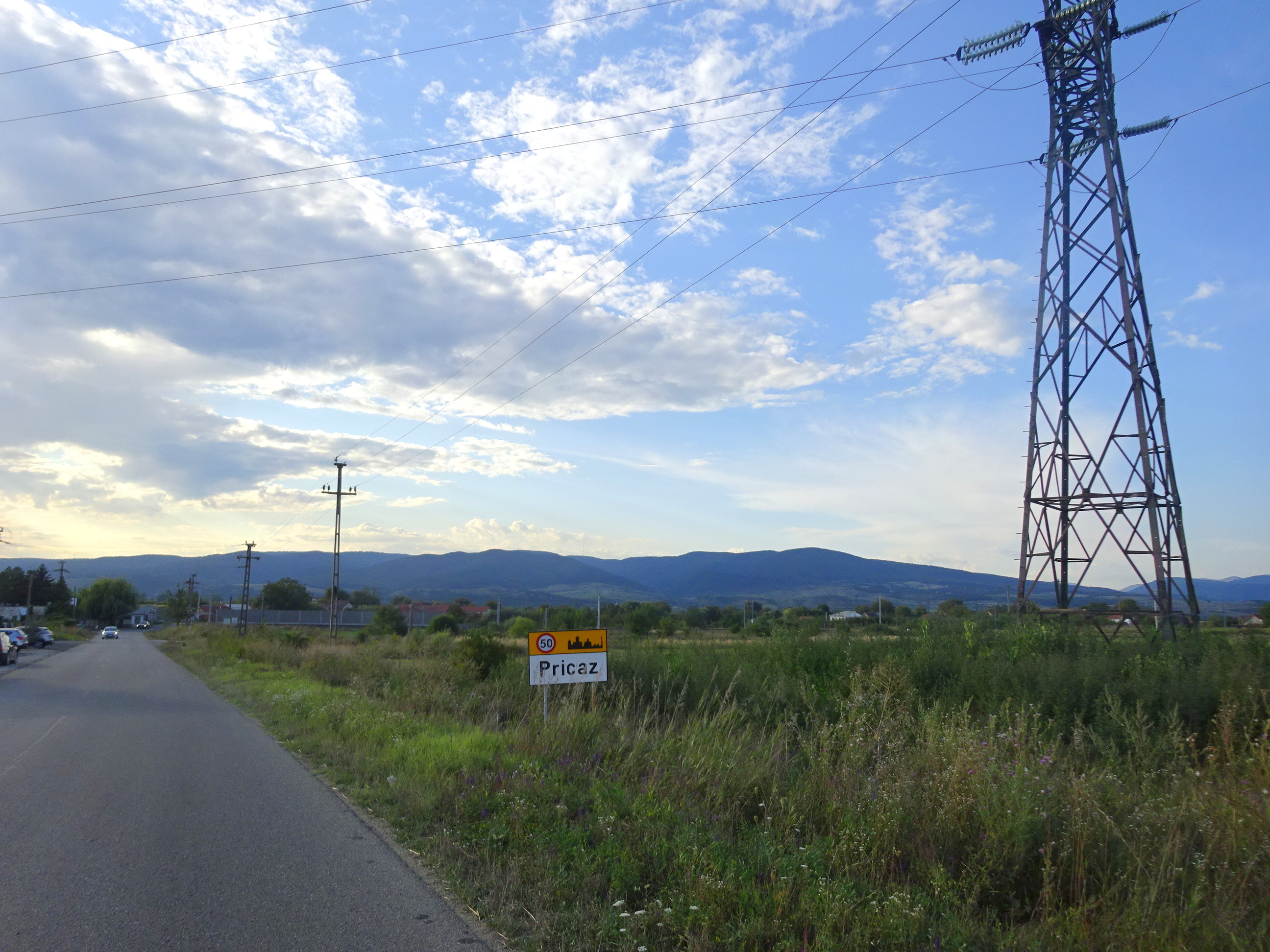
Intrarea în Pricaz dinspre Orăștie
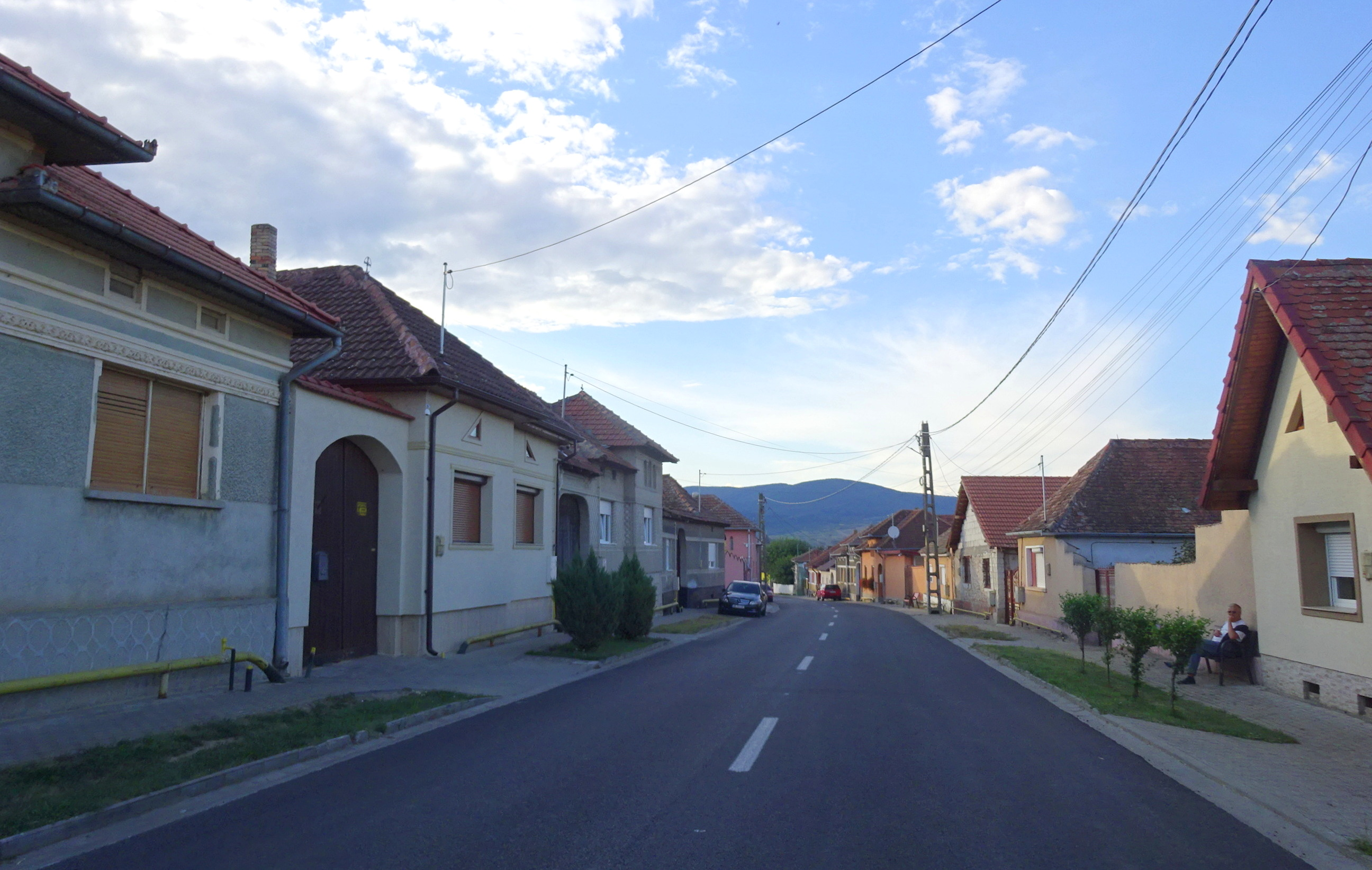
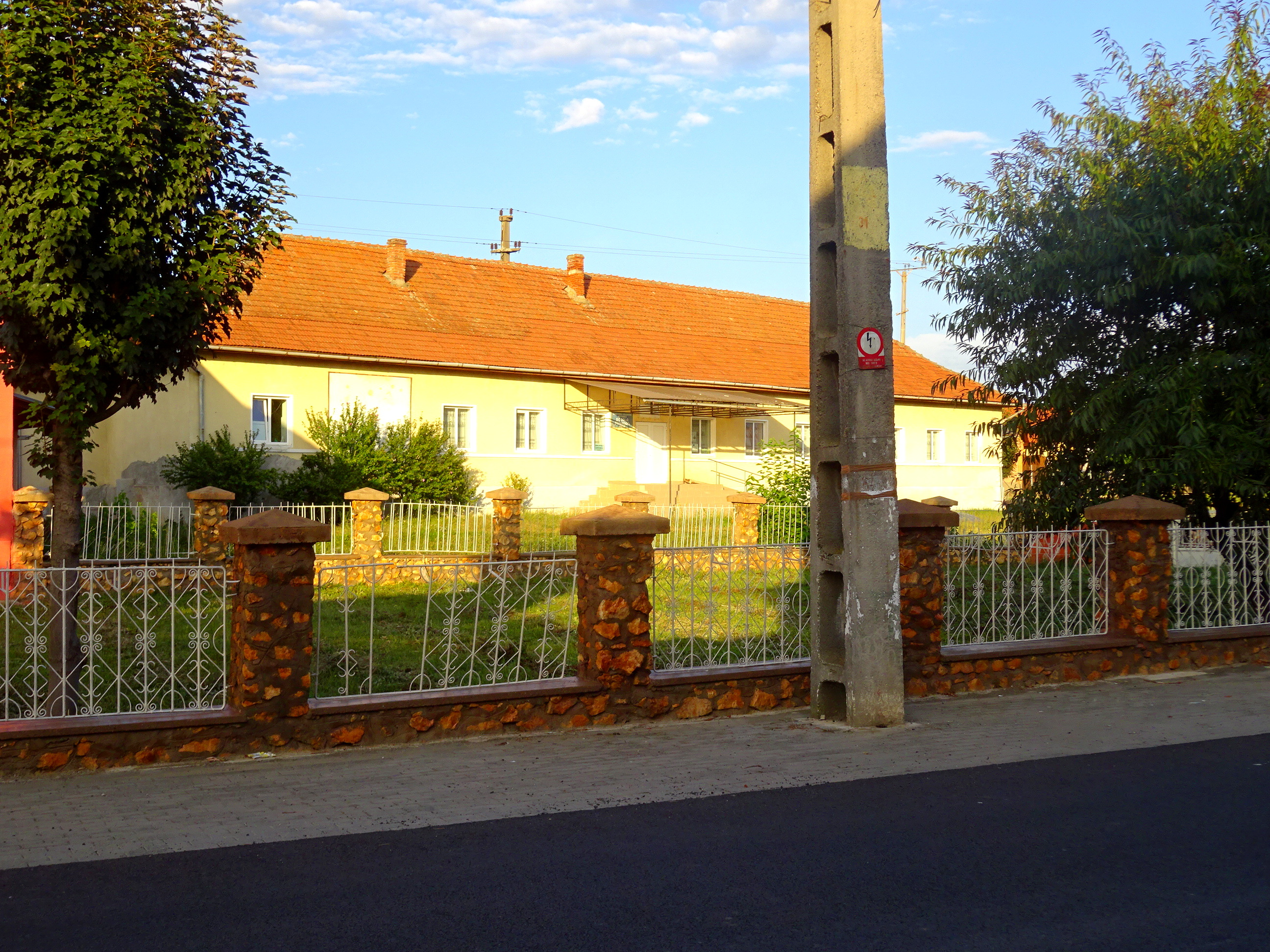
Școala
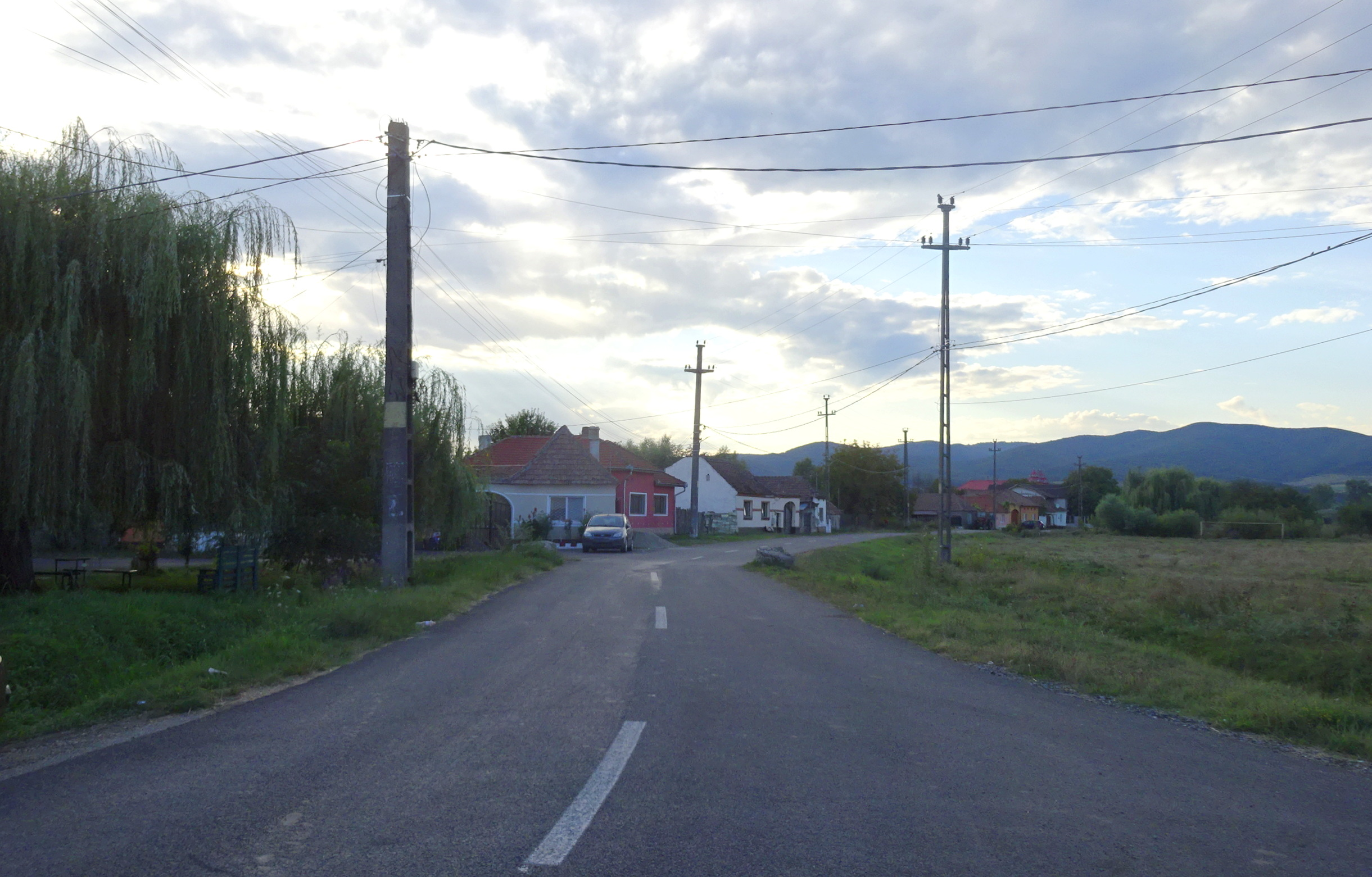
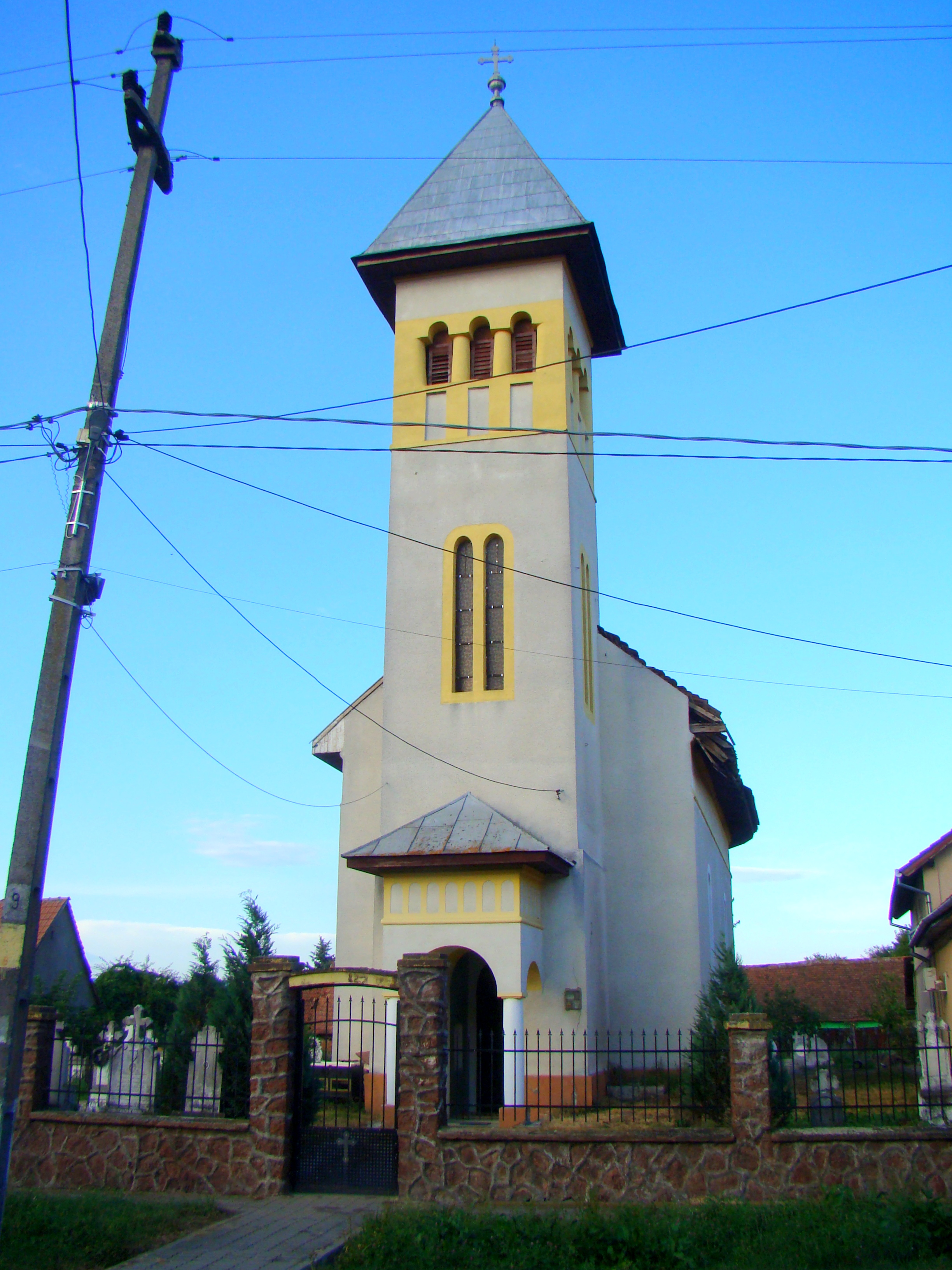
Biserica greco-catolică Sfinții Arhangheli din Pricaz (1844-1846)
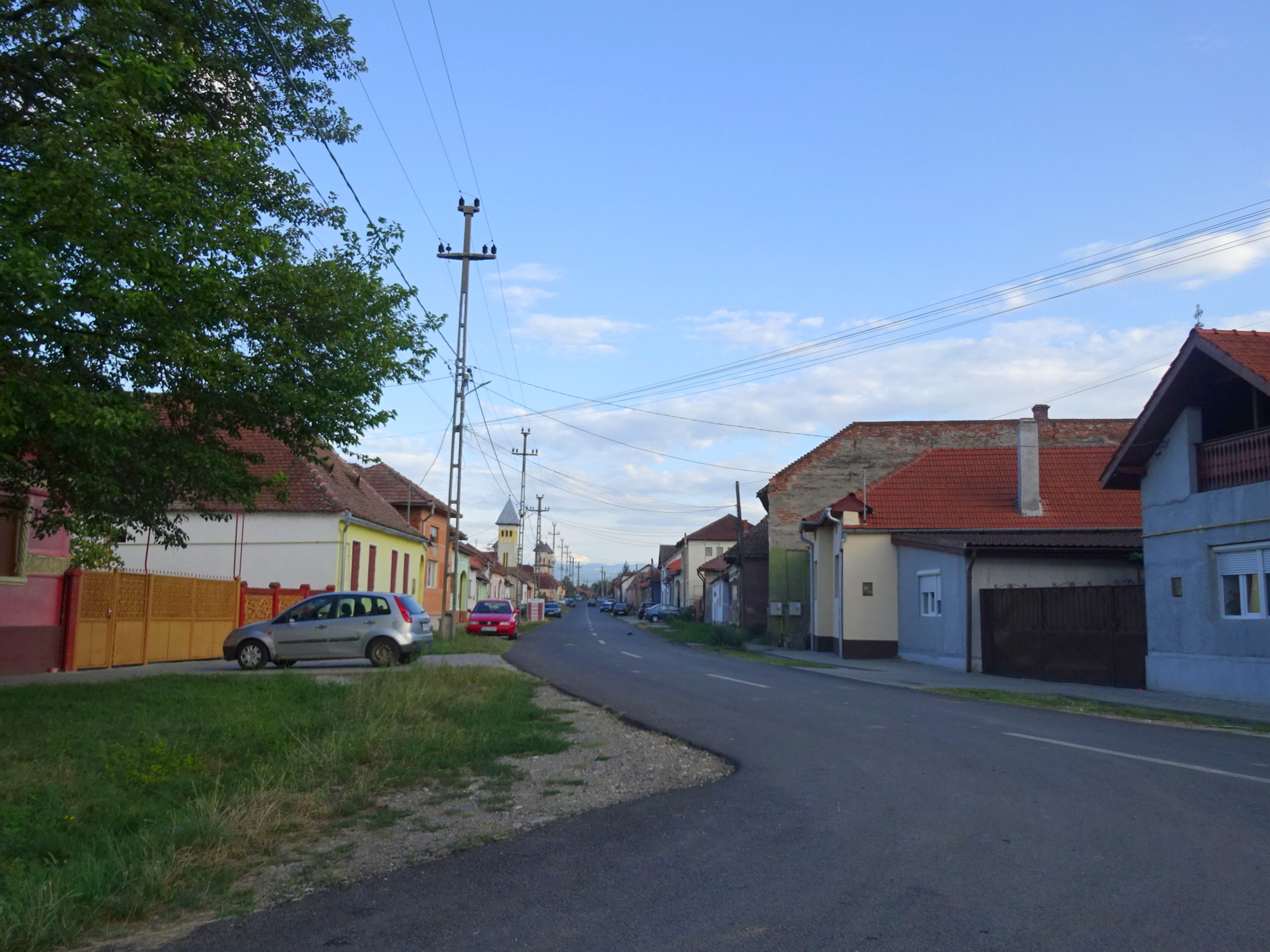
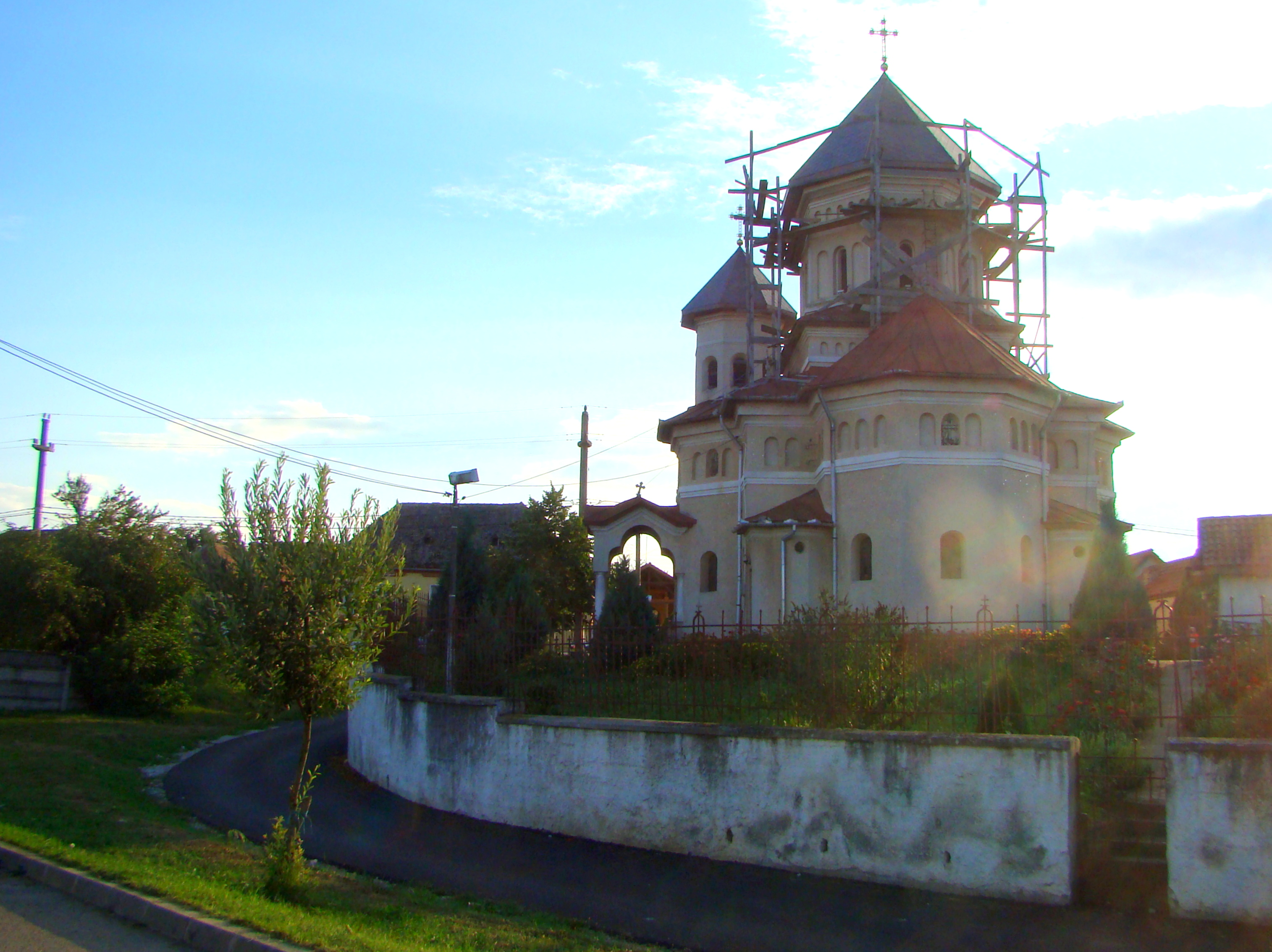
Biserica Adormirea Maicii Domnului din Pricaz (1931-1934)
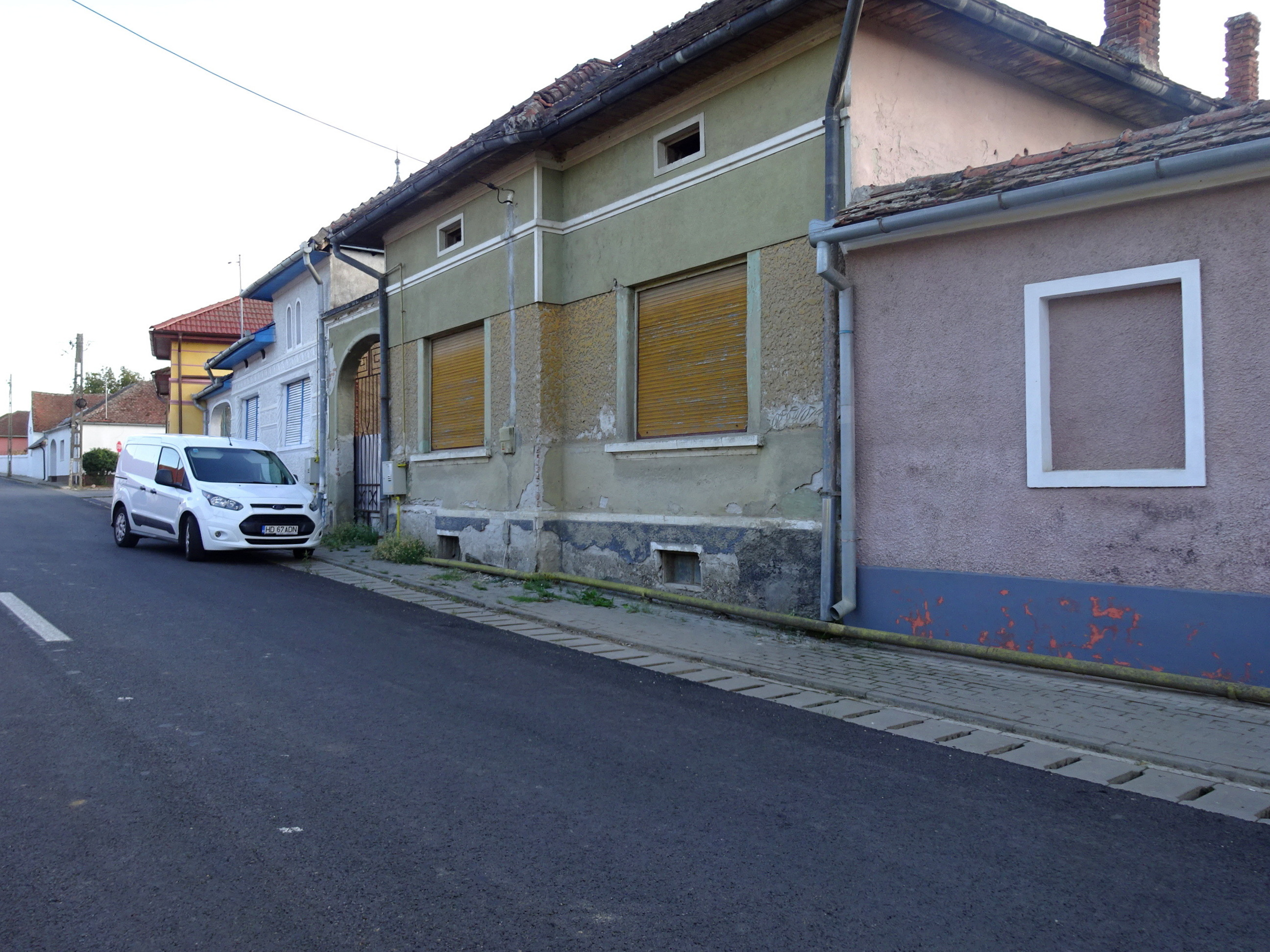
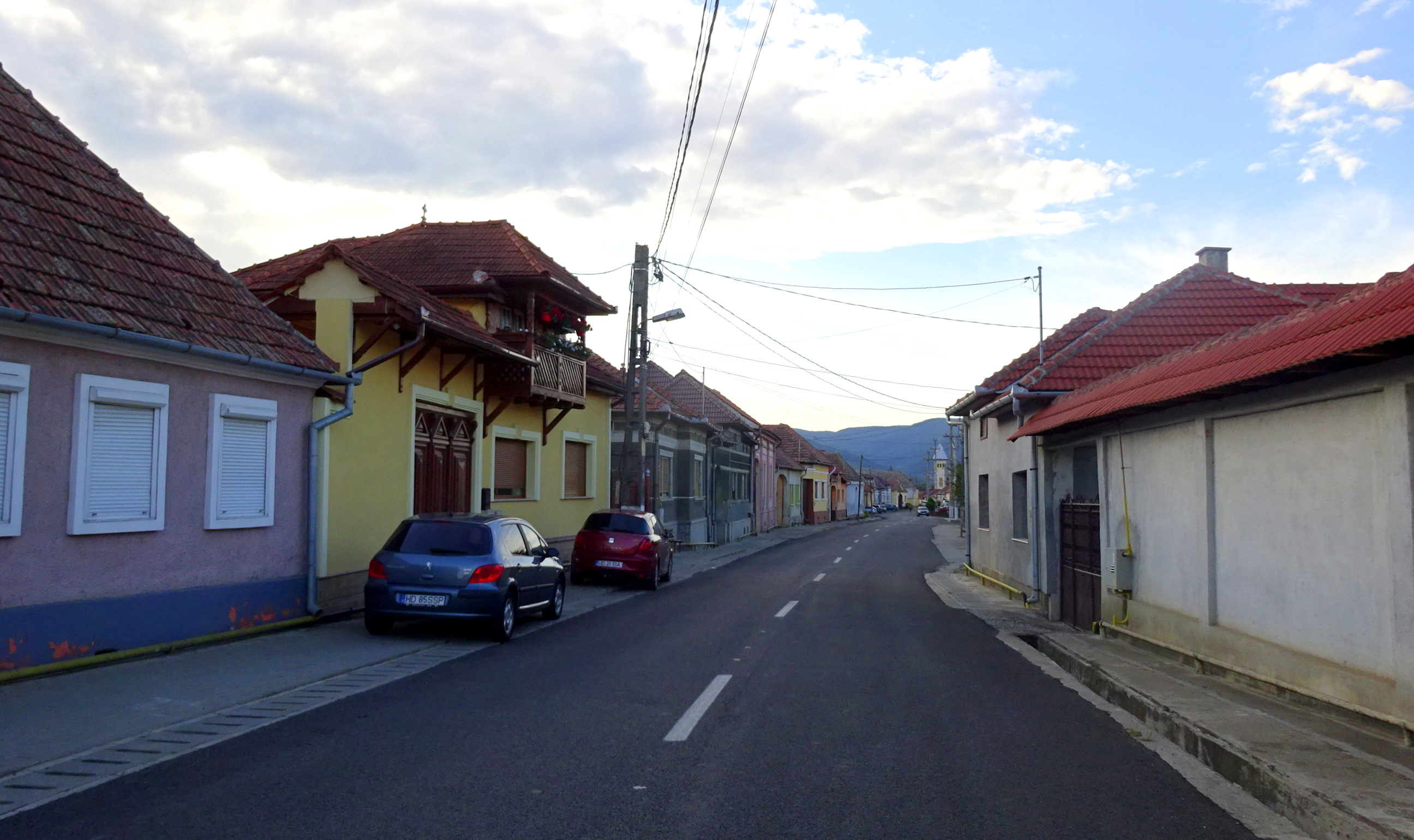
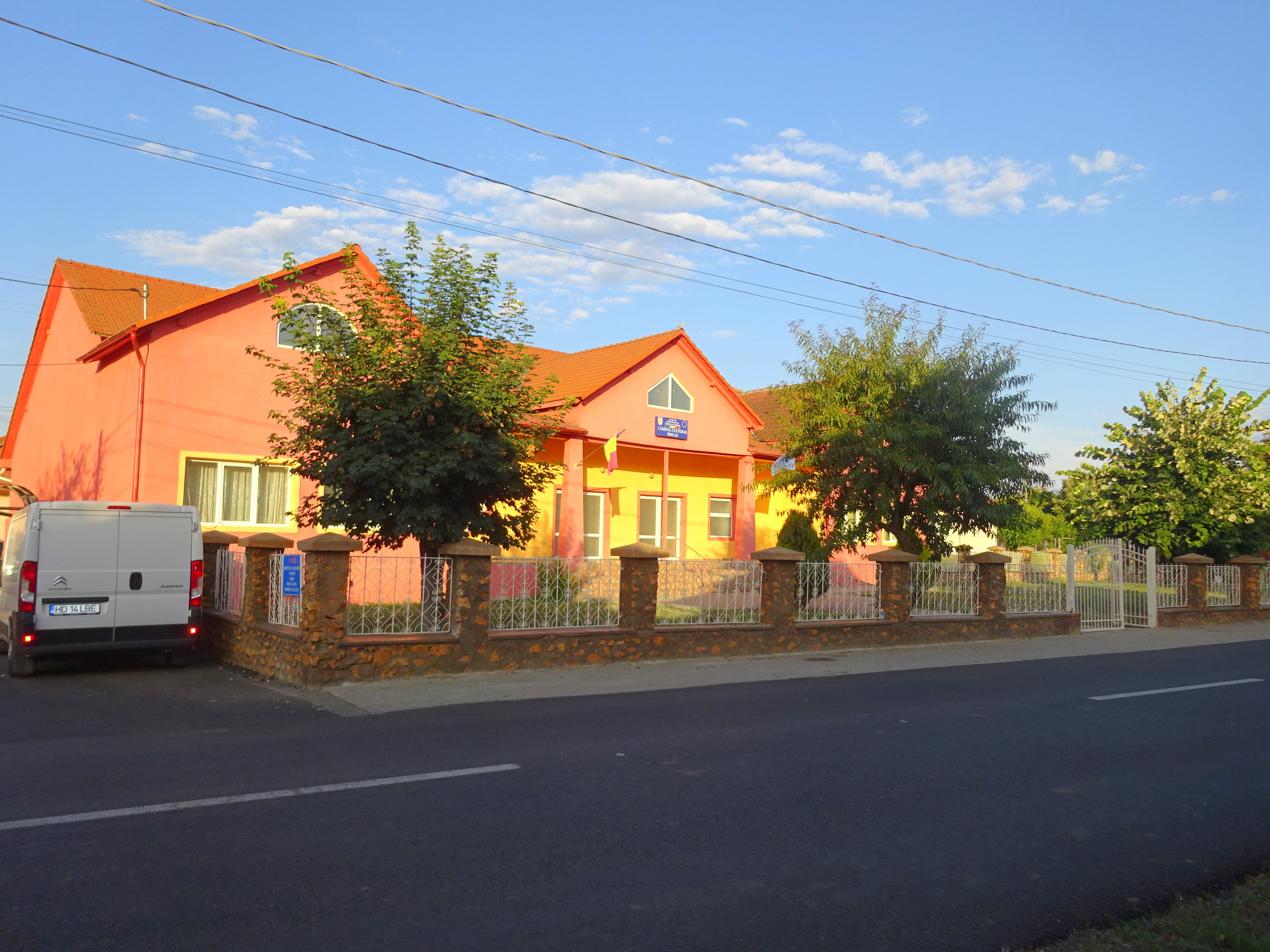
Căminul cultural
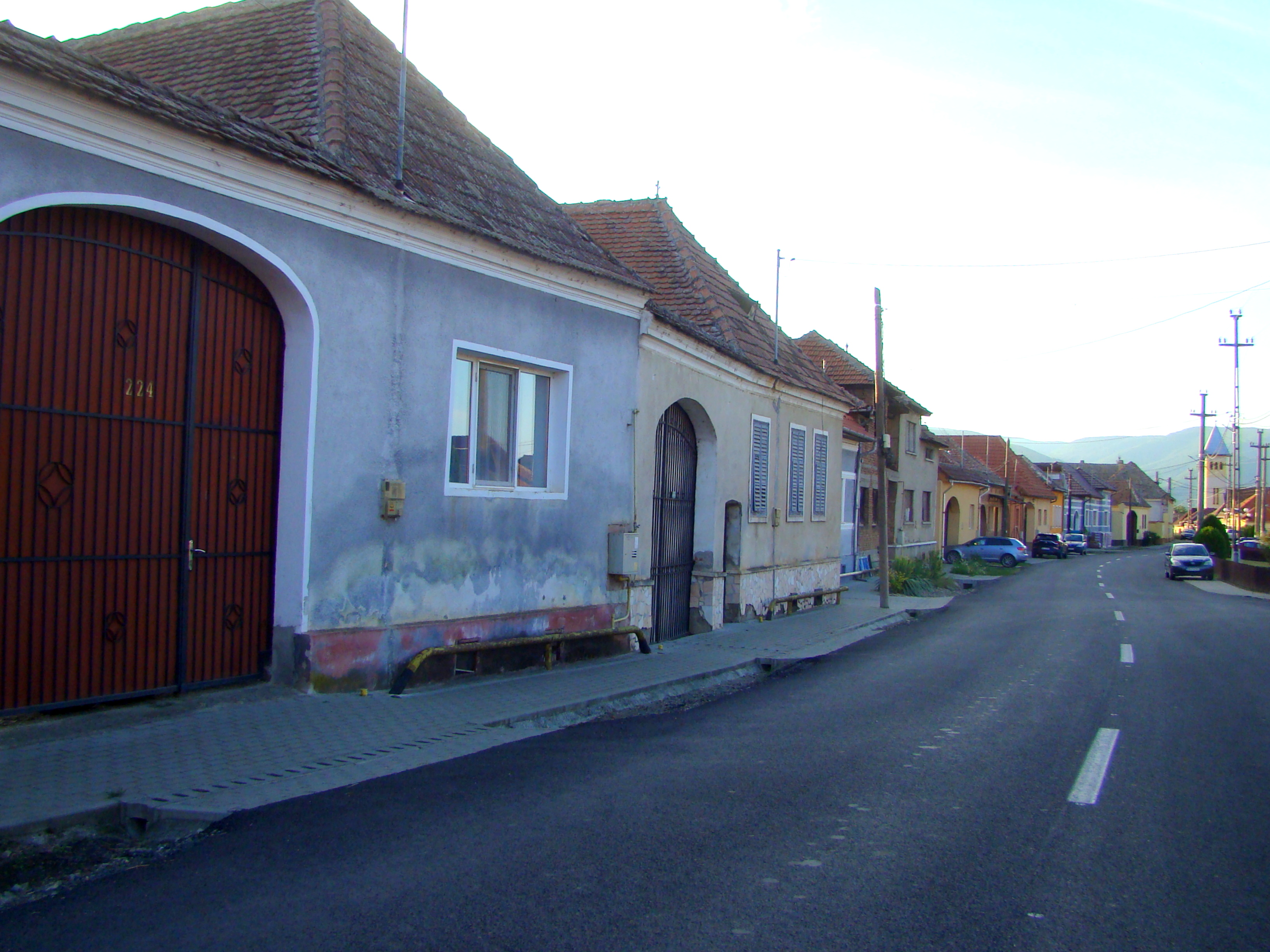
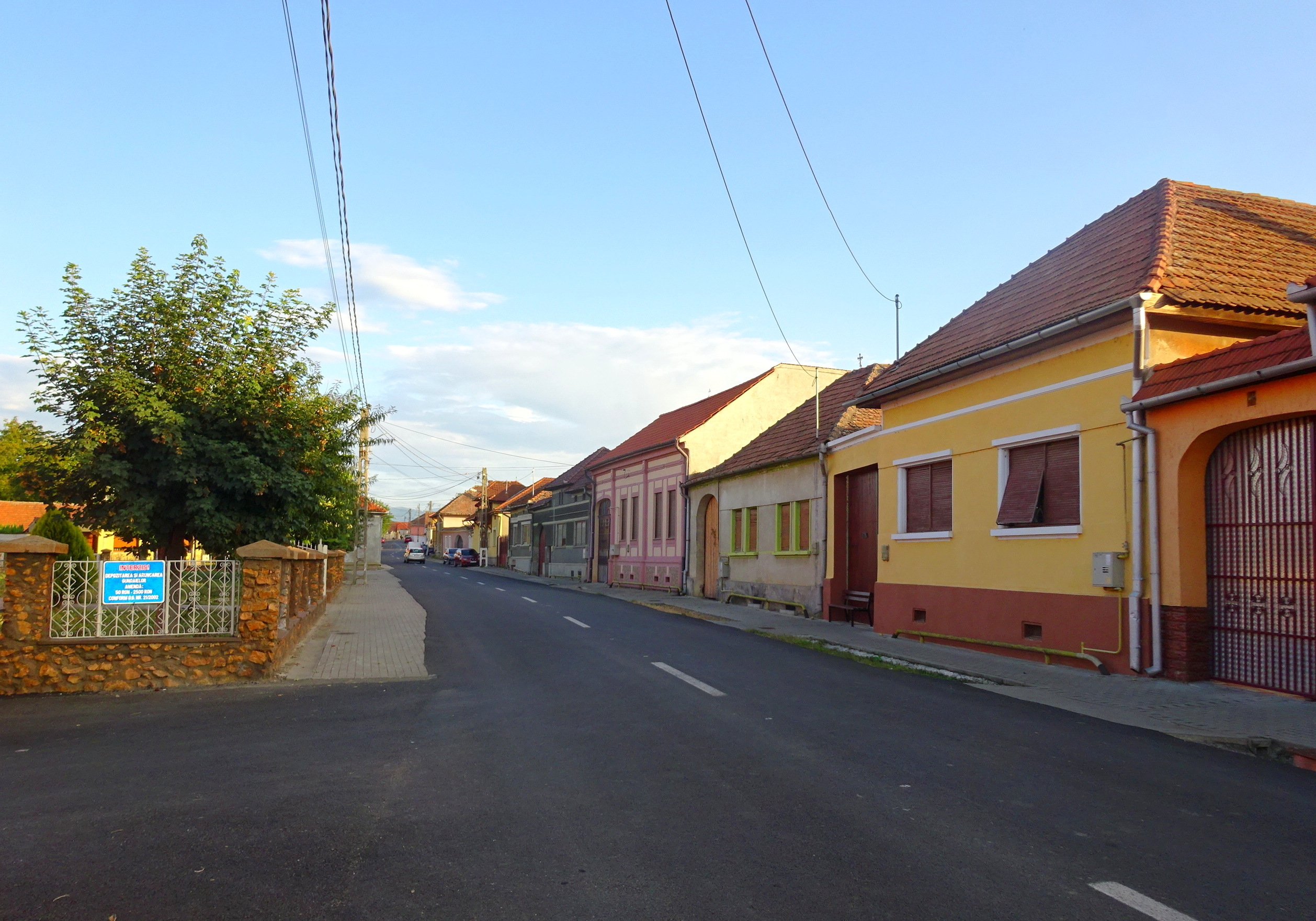
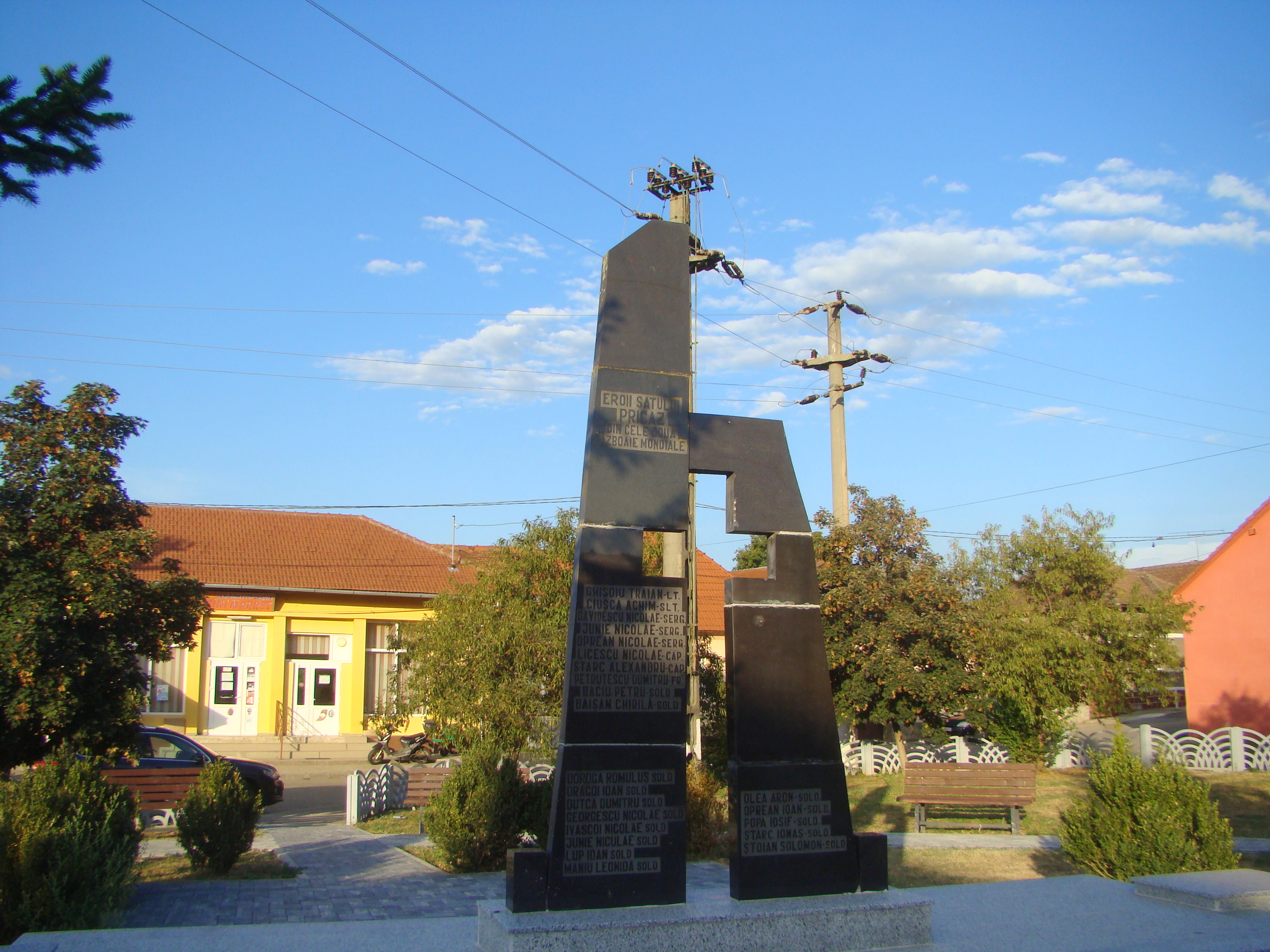
Monumentul eroilor din Pricaz
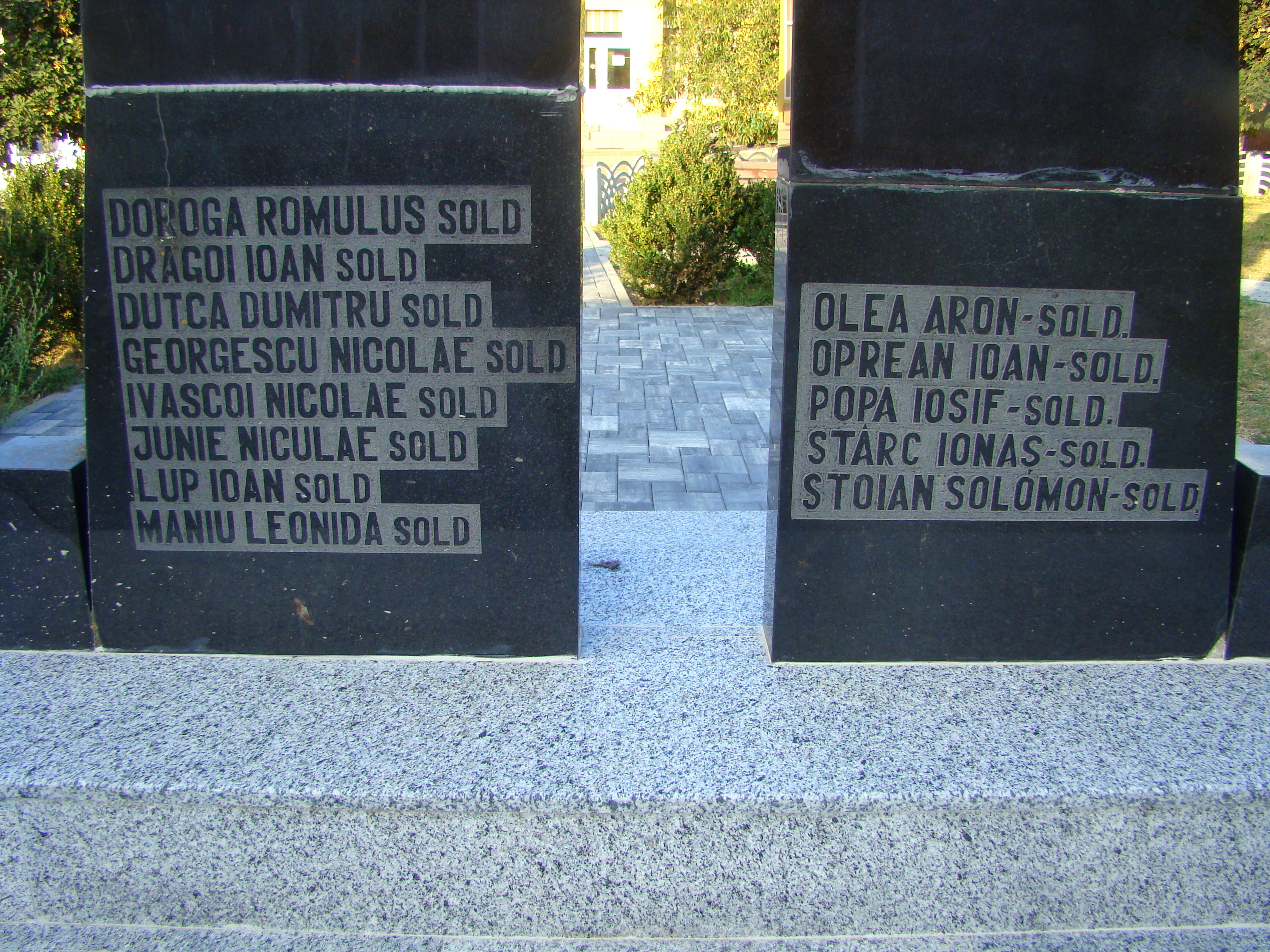
Monumentul eroilor din Pricaz (detaliu)